# Přírodní park Loučenská hornatina
Přírodní park Loučenská hornatina je chráněné území v Krušných horách v prostoru Loučenské hornatiny. Park vyhlásil Ústecký kraj v roce 2006 na ochranu lesních porostů, horských luk a rašelinišť.

## Charakteristika
Park se rozkládá v prostoru Flájské hornatiny na rozloze 14 425 ha. Nejvyšším vrcholem je Loučná. Územím parku prochází několik naučných stezek: Tesařova cesta - Šumný důl, Flájská hornatina, Plavební kanál Fláje - Clausnitz a Sklářská stezka Moldava.
40 % území parku tvoří tzv. jádrové zóny s nejvzácnějšími lokalitami:
- Krušnohorské svahy a údolí I (údolí Loupnice a Bílého potoka včetně jejich přítoků)
- Krušnohorské svahy a údolí II (Lomský dol, Mikulovské údolí)
- Černý rybník (PR Černý rybník a její okolí)
- Červená voda (mokřady)
- Studený močál (mokřady)
- Žebrácký roh (podmáčené louky a okolí potoků)
- Puklá skála
- Pstruží potok (údolí Janovického potoka)
- Povodí Flájského potoka (Flájské rašeliniště)